# Pardosa laura
Pardosa laura là một loài nhện trong họ Lycosidae.
Loài này thuộc chi Pardosa. Pardosa laura được Ferdinand Karsch miêu tả năm 1879.